# Galea flavidens
Espèce
Statut de conservation UICN

 LC  : Préoccupation mineure
Galea flavidens est une espèce de Rongeurs de la famille des Cavidés. Il fait partie du genre Galea qui regroupe les cobayes à dents jaunes. C'est un petit mammifère terrestre, endémique du Brésil.
Cette espèce a été décrite pour la première fois en 1835 par le naturaliste allemand Johann Friedrich von Brandt (1802-1879).